# Castel-Sarrazin
Castel-Sarrazin (okzitanisch Sarrasins) ist eine französische Gemeinde mit 576 Einwohnern (Stand: 1. Januar 2022) im Département Landes in der Region Nouvelle-Aquitaine (vor 2016 Aquitaine). Sie gehört zum Kanton Coteau de Chalosse im Arrondissement Dax.

## Geografie
Die Gemeinde Castel-Sarrazin liegt etwa 27 Kilometer ostsüdöstlich von Dax. Hier fließen der Luy de France und der Luy de Béarn zum Luy zusammen. Umgeben wird Castel-Sarrazin von den Nachbargemeinden Donzacq im Nordwesten und Norden, Bastennes im Norden, Gaujacq im Nordosten und Osten, Amou im Osten und Südosten, Arsague im Süden, Tilh im Südwesten sowie Pomarez im Westen.

## Bevölkerung
| Jahr                       | 1962 | 1968 | 1975 | 1982 | 1990 | 1999 | 2006 | 2014 | 2021 |
| -------------------------- | ---- | ---- | ---- | ---- | ---- | ---- | ---- | ---- | ---- |
| Einwohner                  | 434  | 419  | 378  | 371  | 363  | 360  | 436  | 536  | 574  |
| Quellen: Cassini und INSEE |      |      |      |      |      |      |      |      |      |

## Sehenswürdigkeiten
- Kirche Saint-Saturnin aus dem 12. Jahrhundert mit Umbauten aus dem 16./17. Jahrhundert
- Kirche Notre-Dame aus dem 13. Jahrhundert, spätere Umbauten

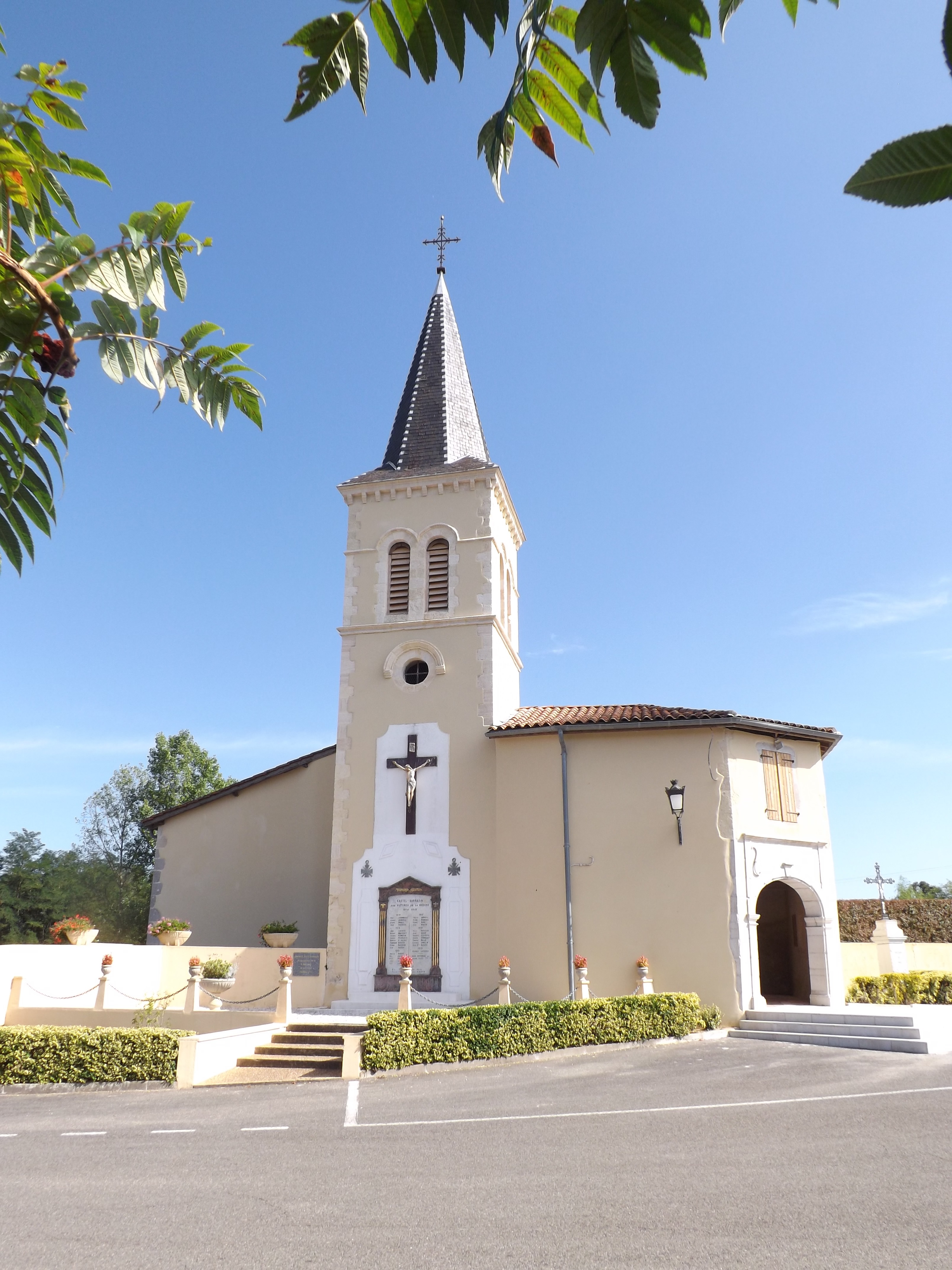
Kirche Saint-Saturnin
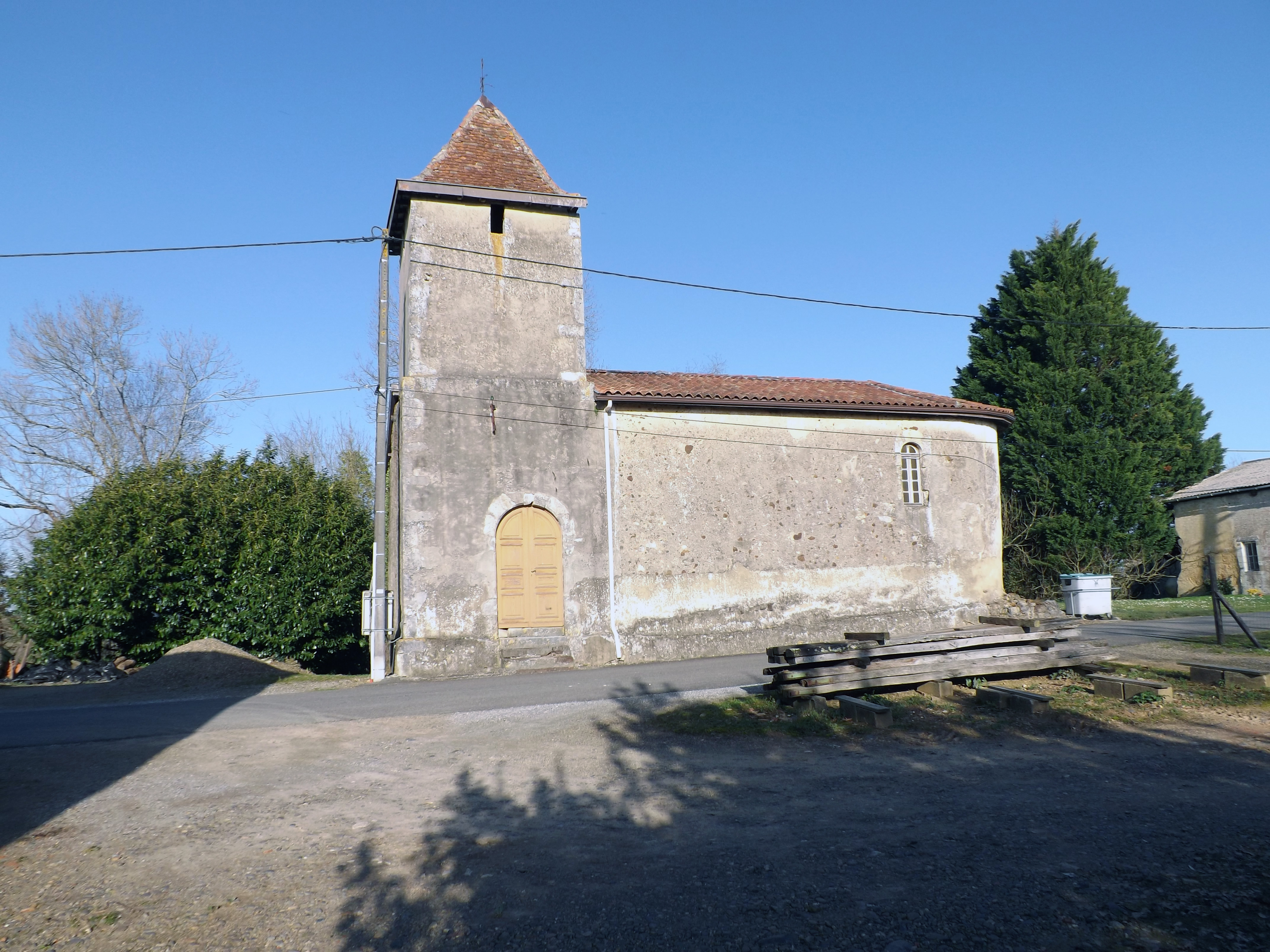
Kirche Notre-Dame

## Persönlichkeiten
- Alain Ducasse (* 1956), Koch und Publizist